# Osservatorio anglo-australiano
L'Osservatorio anglo-australiano (in inglese: Anglo-Australian Observatory) è un osservatorio astronomico frutto di una collaborazione tra Regno Unito e Australia, situato a Coonabarabran, località del Nuovo Galles del Sud circa 450 km a nord-ovest di Sydney. Fa parte del complesso dell'Osservatorio di Siding Springs. 
Ospita due strumenti principali:
- il telescopio Anglo-Australiano, un telescopio riflettore di 3,9 m di diametro
- l'UK Schmidt Telescope, un telescopio riflettore di 1,2 m di diametro

I dati raccolti dall'osservatorio vengono analizzati in un centro di ricerca alla periferia di Sydney. Questa struttura si occupa anche dello studio dei dati raccolti dal Very Large Telescope, situato sul Cerro Paranal in Cile, e dal Telescopio Subaru, situato sul monte Mauna Kea nelle Hawaii.
L'osservatorio è stato tra i primi ad utilizzare le fibre ottiche in astronomia, per condurre con maggiore efficienza i segnali luminosi raccolti dai telescopi verso lo spettrografo 2dF. Questo spettrografo di nuova concezione può registrare contemporaneamente gli spettri di più di 400 oggetti posti in un campo visivo di 2° (quattro volte il diametro apparente del Sole o della Luna), mentre gli spettrografi 6dF possono registrare lo spettro di soli 150 oggetti in un campo di 6°.
Le osservazioni dello spostamento verso il rosso di galassie e quasar hanno permesso di misurare la distanza di 245.000 galassie e 23.000 quasar, investigando in tal modo la struttura a grande scala dell'universo e aiutando a comprendere meglio la teoria del Big Bang.